# Marianek
Marianek [pronunciación en polaco: /maˈrjanɛk/] es un pueblo ubicado en el distrito administrativo de Gmina Gorzkowice, dentro del Distrito de Piotrków, Voivodato de Łódź, en Polonia central. Se encuentra aproximadamente a 7 kilómetros al sureste de Gorzkowice, a 25 kilómetros al sur de Piotrków Trybunalski, y a 69 kilómetros al sur de la capital regional Łódź.